# Selex
Selex Gruppo Commerciale è una società italiana che opera nell'ambito della grande distribuzione organizzata con diverse insegne.

## Storia
Le origini di Selex Gruppo Commerciale risalgono al 1964, quando un gruppo di persone fondarono l'unione volontaria A&O, successivamente diventata Consorzio A&O italiano che nel 1979 ha costituito l'attuale gruppo.
Dagli anni ottanta in poi il gruppo si è rinforzato a livello nazionale consolidando la strategia di canali di distribuzione organizzata multicanale, realizzando i primi supermercati Famila, un'insegna concessa dalla casa madre tedesca.
Dal 1990, l'azienda comincia a realizzare dei propri prodotti a marchio proprio Selex, oltre all'attuazione di una politica di espansione del proprio gruppo tramite supermercati, superstore e centri commerciali di imprese affiliate.
Dagli anni 2000, Selex partecipa assieme ad Agorà Network, Acqua & Sapone, Gruppo SUN e Aspiag alla centrale di acquisto ESD Italia. 
Nel 2017 ha lanciato un progetto di eCommerce multi-insegna per la spesa online: CosìComodo.it nel quale confluiscono le attività di vendita online di Maxi Di, Megamark, Dimar, Unicomm, Superemme, Rialto e Italbrix. 
Da gennaio 2021 entrano a far parte del gruppo la siciliana CDS ed il consorzio SUN (composto dalle aziende familiari Alfi, Cadoro, CediGros, Gruppo Gabrielli, Italbrix e già partner nella centrale ESD) portando il numero delle Imprese del Gruppo Selex a 18; con questi nuovi ingressi, nel 2020 diventa il secondo attore della moderna GDO nazionale con una quota di mercato del 13,7%.

## Insegne del gruppo Selex
Selex opera nella GDO con un mix tra insegne nazionali e locali.

### Insegne nazionali
Opera con tre insegne nazionali: Famila con i supermercati, superstore e mini-iper, A&O con i supermercati di prossimità e C+C con i cash & carry. I marchi sono così declinati:
- Famila Market, nei supermercati più piccoli (meno di 1 500 m² di superficie di vendita).
- Famila, nei supermercati e supermercati integrati (1 500-2 000 m² di superficie di vendita).
- Famila Superstore, nei superstore (2 200-3 500 m²).
- IperFamila, negli ipermercati (oltre 3 500 m²).
- Supermercato A&O, nei supermercati di medie e piccole dimensioni (superiori a 400 m²).
- Svelto A&O: superette di dimensioni inferiori a 400 m².
- Spesa A&O: mini-mercati di dimensioni inferiori a 200 m².
- C+C cash and carry.

### Insegne regionali

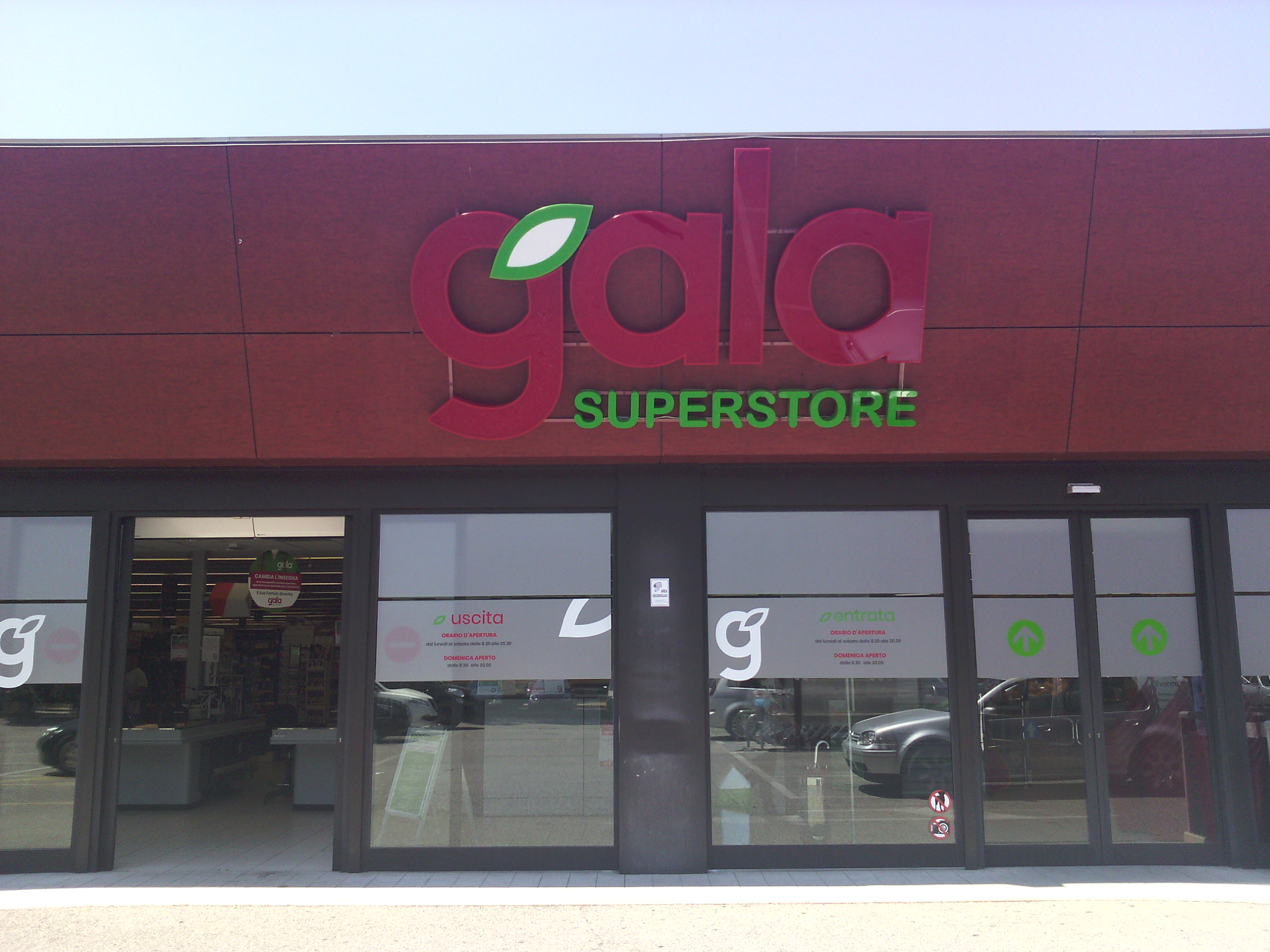
Gala Superstore a Ospedalicchio (Bastia Umbra), 2019

Sole 365 è un brand di proprietà della società AP commerciale s.r.l., uno dei principali attori del panorama distributivo campano.

Selex, oltre le insegne nazionali, ne ha una pluralità radicate nelle regioni italiane:
- Alì Supermercati, con superfici fino a 1 500 m² e Alìper con superfici tra i 2 000 e i 5 000 m², usate da Alì.
- Cedigros, radicata a Roma e nel Lazio, detiene le seguenti 12 insegne: Ipertriscount, Ipercarni, Pewex, Dem, Sacoph, Pim, Cts, MA, Il castoro, Top, Effepiù, Idromarket.
- Dpiù e Galassia l'iperisparmio, usate da Maxi Di.
- Dok Supermercati e Sole 365 (prevalentemente in Campania), usate da Megamark.
- Elite supermercati, usata da Supermercati Super Elite.
- Emisfero Ipermercati, usata da Unicomm.
- EMI, Emisfero ipermercato e Hurrà Discount, usate da GMF Grandi Magazzini Fioroni.
- Gala Superstore e Gala Supermercati, usate da L'Abbondanza S.r.l..
- Gulliver Supermercato. Nata nel 1964, nel 2015 entra nel gruppo SUN e nel 2020 in Selex; al 2021 conta circa cento punti vendita distribuiti nel Nord Italia (Piemonte, Liguria, Lombardia, Emilia-Romagna).
- Il Gigante, usata da Rialto.
- Max Supermercati e Il Centesimo, usate da CDS.
- Madis Supermercati Marche.
- MEGA, usata da Unicomm.
- Mercatò Superstore, usata da Dimar come Mercatò local per i supermercati con superfici di circa 1 000-1 500 m² e Mercatò per gli ipermercati da 2 500 a 3 000 m².
- Gecop (supermercati) Bassa Ciociaria tra cui Frosinone.
- Pan, Superpan, Iperpan e HarDis, usate da Superemme in Sardegna.
- Sì con te, usata da CE.DI. Marche, che utilizza le insegne "Sì Supermercati", "Sì Superstore", "Sì Market".
- Tigre (supermercati), Tigre Amico (superette), Oasi (ipermercati), che fanno capo al Gruppo Gabrielli.

## Imprese associate
Il gruppo Selex è composto da queste imprese associate che utilizzano oltre che i marchi nazionali A&O e Famila anche quelli regionali:
- CDS S.p.A. - Caltanissetta, che utilizza anche i marchi Max Supermercati e Il Centesimo;
- Dimar S.p.A. - Roreto di Cherasco, che utilizza i marchi Mercatò, Mercatò local e Mercatò Big in Piemonte e in Liguria;
- Maxi Di S.r.l. - Belfiore, che utilizza anche i marchi Dpiù e Galassia l'iperisparmio;
- Megamark S.r.l. - Trani, che utilizza anche i marchi Dok Supermercati e Sole 365.

Le imprese associate sono completate dalle 4 del Gruppo Unicomm che è presente in 7 regioni e 32 province con 7 insegne: Emisfero Ipermercato, Famila, Mega ed EMI per le medie superfici, A&O per i negozi di prossimità, C+C Cash&Carry per l’ingrosso, Hurrà per i discount:
- Unicomm S.r.l. - Dueville, che utilizza oltre i marchi nazionali A&O e Famila anche quelli di Emisfero e di MEGA;
- Arca S.p.A. - Longiano, che utilizza i marchi nazionali A&O, Famila e C+C;
- GMF Grandi Magazzini Fioroni S.p.A. - Perugia, è presente in Umbria e nel Lazio, Toscana e Marche con i marchi EMI, Emisfero Ipermercato e Hurrà Discount;

Appartengono al gruppo anche queste imprese che utilizzano solo il marchio regionale:
- Alì S.p.A. - Padova, che utilizza l'omonimo marchio in Veneto ed Emilia-Romagna;
- CE.DI. Marche Soc. Coop. - Piane di Camerata Picena, che utilizza il marchio Sì con te in oltre 100 punti vendita principalmente nelle Marche e in Abruzzo;
- Rialto S.p.A. - Bresso, che utilizza il marchio Il Gigante;
- Supermercati Super Elite S.p.A. - Pomezia, che utilizza l'omonimo marchio;
- Superemme S.p.A. - Dolianova, che utilizza i marchi Pan e HarDis.
- L'Abbondanza S.r.l. - Città di Castello, che utilizza i marchi Gala Superstore e Gala Supermercati presenti in Umbria Toscana Marche;

- Alfi S.r.l. - Casalnoceto, che utilizza il marchio Gulliver
- Italbrix  S.p.A. - Castenedolo, che utilizza il marchio Italmark
- Parfina S.r.l. - Quarto d'Altino, che utilizza il marchio Cadoro
- Magazzini Gabrielli S.p.A. - Ascoli Piceno, che utilizza i marchi Oasi e Tigre
- CE.DI. GROS Società Consortile a r.l. - Roma, che utilizza il marchio Gros

## Presenza sul territorio
La rete commerciale, composta da 2 433 unità, per oltre 2,2 milioni m² di superficie di vendita, riesce a presidiare capillarmente tutta la penisola.

Questo è il dettaglio, al 31 dicembre 2020, della presenza delle insegne associate a Selex nelle varie regioni italiane:
| Regione               | Numero di negozi | Insegne                                                                              |
| --------------------- | ---------------- | ------------------------------------------------------------------------------------ |
| Abruzzo               | 16               | Dpiù, Sì Con Te, Oasi, Tigre                                                         |
| Basilicata            | 26               | A&O, Dok                                                                             |
| Calabria              | 26               | A&O, Dok, Famila                                                                     |
| Campania              | 135              | A&O, Dok, Famila, Sole365, Superò                                                    |
| Emilia-Romagna        | 209              | A&O, Alì, C+C, Dpiù, Emi, Famila, Galassia, Il Gigante                               |
| Friuli-Venezia Giulia | 69               | A&O, C+C, Dpiù, Emisfero, Famila, Galassia, Mega                                     |
| Lazio                 | 104              | C+C, Dpiù, Elite, Emi, Emisfero, Hurrà, Oasi, Tigre, Gecop                           |
| Liguria               | 65               | C+C, Dpiù, Market, Mercatò, OK Market                                                |
| Lombardia             | 297              | A&O, C+C, Dpiù, Famila, Galassia, Il Gigante                                         |
| Marche                | 161              | A&O, C+C, Dpiù, Elite, Emi, Famila, Gala, Hurrà, Sì Con Te, Oasi, Tigre, Tigre Amico |
| Molise                | 11               | Dok, Famila, Oasi, Tigre, Tigre Amico                                                |
| Piemonte              | 308              | A&O, C+C, Dpiù, Famila, Galassia, Il Gigante, Market, Mercatò, OK Market             |
| Puglia                | 302              | A&O, Dok, Famila                                                                     |
| Sardegna              | 50               | HarDis, Pan                                                                          |
| Toscana               | 80               | A&O, C+C, Dpiù, Emi, Gala, Hurrà                                                     |
| Trentino-Alto Adige   | 7                | Dpiù                                                                                 |
| Umbria                | 110              | A&O, C+C, Dpiù, Elite, Emi, Emisfero, Famila, Gala, Hurrà, Oasi, Tigre               |
| Veneto                | 446              | A&O, Alì, C+C, Dpiù, Emisfero, Famila, Galassia, Mega                                |
| Valle d'Aosta         | 11               | A&O, Dpiù, Famila                                                                    |